# Taraxella solitaria
Taraxella solitaria là một loài nhện trong họ Salticidae.
Loài này thuộc chi Taraxella. Taraxella solitaria được Fred R. Wanless miêu tả năm 1984.